# Lehali
Le lehali est une langue parlée par 200 personnes au nord du Vanuatu dans les îles Banks, dans l’ouest de l’île Ureparapara. 
Comme toutes les langues autochtones du Vanuatu, le lehali appartient au groupe des langues océaniennes, lui-même une branche de la grande famille des langues austronésiennes.
Le lehali a pu être appelé teqel par certains auteurs.[réf. nécessaire]

## Phonologie

### Voyelles
Le lehali a dix voyelles.
|             | Antérieures | Centrale | Postérieures |
| ----------- | ----------- | -------- | ------------ |
| Fermées     | i           |          | u            |
| Mi-fermée   | ɪ           |          | ʊ            |
| Moyenne     |             | ə        |              |
| Mi-ouvertes | ɛ           |          | ɔ            |
| Pré-ouverte | æ           |          | ɒ            |
| Ouverte     |             | a        |              |